# 師戸城
師戸城（もろとじょう）は、千葉県印西市師戸にあった日本の城。

## 歴史
築城年代、城主などについての資料は少ないが、「臼井家由来抜書」によると、鎌倉時代末期には臼井城の支城であり、臼井四天王の1人として師戸四郎が居城していたと伝えられる。このことから、師戸と臼井が密接な関係にあったと推定される。戦国時代になると、原氏の支配するところとなった。
天正18年（1590年）、豊臣勢によってこの城は滅亡し、戦死者を葬ったという野の墓が近くに残されている。

## 構造
城郭の遺構は、昭和40年代に入って一部破壊されたが、大部分が残っている。雄大な空堀と土塁によって、4つの郭を確認できる。南側には腰郭があって、水神が祀られている。

## アクセス
- 京成本線　京成臼井駅から大成交通バス　師戸または印旛沼公園入口下車